# Ricardo Otxoa
Ricardo Otxoa Palacios (Baracaldo, Vizcaya, 30 de agosto de 1974-Cártama, Málaga, 15 de febrero de 2001) fue un ciclista español atropellado mortalmente en la carretera, hermano gemelo del también ciclista Javier Otxoa (1974-2018), que fue igualmente atropellado en el mismo accidente pero sobrevivió con graves secuelas como una parálisis cerebral.
Los inicios del ciclista profesional vasco están muy ligados a su hermano gemelo Javier en la cantera del Punta Galea, donde destacó como un gran corredor, al igual que su hermano. Fue campeón de España amateur y firmó su primer contrato profesional con la ONCE.
Tras 2 años militando en este equipo, tuvo que recalificarse como amateur por 1 año. En el año 2000 firmaba con el equipo Kelme donde volvería a compartir equipo con su hermano.
Su carrera y su vida se vieron truncadas el 15 de febrero de 2001, cuando sufrió un accidente mortal mientras entrenaba con su hermano Javier, quien resultó gravemente herido.
En el año 2001, el Circuito Internacional de Guecho, prueba Élite-UCI, pasa a denominarse también "Memorial Ricardo Otxoa" en su honor. Desde entonces su hermano ha sido el director de honor de la prueba en algunas de sus recientes ediciones.

## Palmarés
No consiguió victorias como profesional.

## Equipos
- ONCE (1995-1998)
- Kelme (2000-2001)